# Sandstorm (Film, 2004)
Sandstorm (zu dt.: Sandsturm) ist ein kanadisches Filmdrama aus dem Jahr 2004. Der Film thematisiert die Verfolgung von Falun-Gong-Anhängern in China durch das Büro 610, einen Sicherheitsdienst der Volksrepublik China.

## Handlung
Hauptfigur ist der Polizist He Tian Ying, der mit der Umerziehung von Falun-Gong-Praktizierenden beschäftigt ist. Eine Praktizierende widersteht trotz aller Folter und sagt ihm, dass er sich durch seine schlechten Taten nur selbst schade, da diese letztlich auf ihn selbst zurückfallen. Die schlechte Moral der Gesellschaft werde zwangsläufig auf sie als Ganzes zurückfallen und sich in einer Katastrophe äußern. Dies entspricht der Philosophie von Falun Gong.
Es kommt zu einem starken Sandsturm, in dem viele Menschen sterben. Der Polizist und seine Frau Tong Mou werden in ihrer Wohnung eingeschlossen, ohne Strom, Telefon und mit wenig Nahrung und Wasser. Ihre Tochter war an der Schule und wartete darauf, abgeholt zu werden, ihr Schicksal ist ungewiss.
Während seine Frau langsam an einer Krankheit stirbt, reflektiert der Polizist über seine Taten und findet zu Falun Gong. Am Ende des Films erfährt er, dass seine Tochter von engagierten Falun-Gong-Anhängern zusammen mit vielen anderen Menschen gerettet wurde.

## Auszeichnungen
Sandstorm wurde auf mehreren kleineren Filmfestivals auf der ganzen Welt ausgezeichnet.
- 2004 New York International Independent Film & Video Festival, Gewinner Grand Jury Prize, Best Feature Film für  Produzent Michael Mahonen
- 2005: Long Island International Film Expo Humanitarian Film Award für die Produzenten Rebecca Boudreau und Michael Mahonen